# Cryptocarya medicinalis
Cryptocarya medicinalis är en lagerväxtart som beskrevs av Cyril Tenison White. Cryptocarya medicinalis ingår i släktet Cryptocarya och familjen lagerväxter. Inga underarter finns listade i Catalogue of Life.